# Anarchy (曲)
「Anarchy」（アナーキー）は、2022年1月7日にIRORI Recordsから配信された日本のバンド・Official髭男dismの楽曲。本作は、東宝系映画『コンフィデンスマンJP 英雄編』の主題歌として書き下ろされた。

## 背景
前作『Cry Baby』以来約8か月ぶりのリリースとなった。
『コンフィデンスマンJP』シリーズの主題歌は、2018年のドラマ版の主題歌『ノーダウト』以降、全作に主題歌を書き下ろしており、今回で4回目となるタイアップとなる。
ジャケットデザインはスーツを着て笑みを浮かべる猿の顔が描かれている。
2021年12月31日にYouTubeにて行われた同作の生配信番組『「コンフィデンスマンTV」カウントダウンスペシャル“行っちゃう年、来ちゃった年”編』にて、本楽曲のフル尺が初オンエアされ、翌日の2022年1月1日から全国のラジオ局でのオンエアが解禁された。
2022年1月7日にYouTubeにてミュージック・ビデオを公開。
3月25日、Apple Musicにて空間オーディオに対応したバージョン「Anarchy (Alternative Remix)」が配信された。また、その他のストリーミングサービスにおいても楽曲のインスト音源が同時に配信された。

## 認定と売上
|                                | 認定 (RIAJ) | 売上/再生回数         |
| ------------------------------ | ----------- | --------------------- |
| ストリーミング                 | ゴールド    | 50,000,000 回再生以上 |
| *認定のみに基づく売上/再生回数 |             |                       |

## 収録曲
| 全作詞・作曲: 藤原聡、全編曲: Official髭男dism。 |             |        |            |      |
| #                                                | タイトル    | 作詞   | 作曲・編曲 | 時間 |
| 1.                                               | 「Anarchy」 | 藤原聡 | 藤原聡     | 4:28 |
| 合計時間:                                        | 合計時間:   | 4:28   |            |      |

## タイアップ
Anarchy
東宝系映画『コンフィデンスマンJP 英雄編』主題歌

## 収録アルバム
『ミックスナッツ EP』
#2 「Anarchy」
『Official髭男dism one-man tour 2021-2022 -Editorial- @SAITAMA SUPER ARENA』
Disc 1 #10 「Anarchy (Live)」
『Rejoice』
#11「Anarchy（Rejoice ver.）」

## テレビ披露
| 番組名 | 日付          | 放送局  | 演奏曲         |
| ------ | ------------- | ------- | -------------- |
| SONGS  | 2022年6月23日 | NHK総合 | ミックスナッツ |
| SONGS  | 2022年6月23日 | NHK総合 | Universe       |
| SONGS  | 2022年6月23日 | NHK総合 | Anarchy        |